# Heilbronner Neckarcup 2015
L'Heilbronner Neckarcup 2015 è stato un torneo maschile di tennis giocato sulla terra rossa. È stata la 2ª edizione del torneo, facente parte della categoria Challenger 125 nell'ambito dell'ATP Challenger Tour 2015. Si è giocato al TC Heilbronn Trappensee E.V. 1892 di Heilbronn, in Germania, dall'11 al 17 maggio 2015.

## Partecipanti

### Teste di serie
| Nazionalità          | Giocatore          | Ranking* | Testa di serie |
| -------------------- | ------------------ | -------- | -------------- |
| Bosnia ed Erzegovina | Damir Džumhur      | 81       | 1              |
| Germania             | Jan-Lennard Struff | 87       | 2              |
| Lituania             | Ričardas Berankis  | 91       | 3              |
| Germania             | Dustin Brown       | 104      | 4              |
| Germania             | Alexander Zverev   | 110      | 5              |
| Germania             | Tobias Kamke       | 113      | 6              |
| Rep. Ceca            | Radek Štěpánek     | 115      | 7              |
| Kazakistan           | Andrej Golubev     | 119      | 8              |

* Ranking al 4 maggio 2015.

### Altri partecipanti
I seguenti giocatori hanno ricevuto una wild card per il tabellone principale:
- Daniel Brands
- Jan Choinski
- Nils Langer

I seguenti giocatori sono passati dalle qualificazioni:
- Jesse Huta Galung
- Jeremy Jahn
- Jozef Kovalík
- Mats Moraing

Il seguente giocatore è entrato in tabellone come lucky loser:
- Henri Laaksonen

## Campioni

### Singolare
Alexander Zverev ha sconfitto in finale  Guido Pella con il punteggio di 6–1, 7–6(7).

### Doppio
Mateusz Kowalczyk /  Igor Zelenay hanno sconfitto in finale  Dominik Meffert /  Tim Pütz con il punteggio di 6–4, 6–3.